# あれから10年 これから10年
『あれから10年 これから10年』（あれからじゅうねん これからじゅうねん）は2021年（令和3年）10月2日よりBS-TBS、およびBS-TBS 4Kにて放送されている地域情報・ドキュメンタリー・ミニ番組。

## 概要
2011年（平成23年）3月11日に発生した東日本大震災の被災者の、特に震災当時10代だった若者を中心に取材し、被災から「10年を経ての今」と「これからの10年」を伝える地域情報ミニドキュメンタリー。

## 出演者
- 石田亜佑美（2025年〈令和7年〉4月5日 - ） - 第184回より。番組内のナレーターを務める[1]。

## 放送リスト
（番組公式サイトの「これまでの放送」を参照）

## ネット局
| 放送対象地域 | 放送局           | 放送期間        | 放送日時               |
| ------------ | ---------------- | --------------- | ---------------------- |
| 全国         | BS-TBS/BS-TBS 4K | 2021年10月2日 - | 毎週土曜 20:54 - 21:00 |

備考
放送終了後、YouTubeにてインターネット無料動画配信される（後述の事例を除き毎週土曜21:00更新）。また、BS-TBSを含むTBS系列におけるマスターズ・トーナメントの独占放送がある毎年4月度第2週に限り、木曜 20:54 - 21:00の放送となる。